# Кан Чхэ Ён
Кан Чхэ Ён (кор. 강채영; род. 8 июня 1996, Ульсан) — южнокорейская лучница, олимпийская чемпионка, четырёхкратная чемпионка мира, четырёхкратная чемпионка летних Универсиад.

## Карьера
Кан Чхэ Ён родилась 8 июня 1996 года в Ульсане. Она стала заниматься стрельбой из лука в 2005 году. Её тренером является Чхве Ли Ха.
Для кореянки этап Кубка мира в Шанхае в 2015 году стал дебютным, и уже там она выиграла три золотые медали. Летом 2015 года завоевала бронзовую медаль чемпионата мира в составе женской сборной Кореи с Ки Бо Бэ и Чхве Ми Сун в командном турнире. По ходу турнира кореянки уступили будущим чемпионкам из России в полуфинале, а в утешительном финале оказались сильнее лучниц Японии со счётом 5:1. На Олимпиаду в Рио не отобралась, уступив место будущей двукратной олимпийской чемпионке Чхан Хе Джин.
В 2017 году впервые стала чемпионкой мира, завоевав золотую медаль в смешанной паре с Лим Дон Хёном, а затем выиграла вторую медаль высшего достоинства в женском командном турнире вместе с Чхан Хе Джин и Чхве Ми Сун. На Летней Универсиаде в Тайбэе завоевала две золотые медали: в командных соревнованиях и в личном первенстве, победив в финале Тань Ятин.
На чемпионате мира 2019 года в Хертогенбосе Кан Чхэ Ён завоевала серебряную медаль с корейской сборной, уступив в финале командного первенства представительницам Китайского Тайбэя, а также серебро в личном первенстве, где соперница кореянки Лэй Цяньин оказалась сильнее лишь в перестрелке, назначенной при равенстве очков по сетам. При этом кореянка установила мировой рекорд в предварительном раунде. Кан Чхэ Ён в паре с Лим Дон Хёном сумела защитить титул в соревнованиях смешанных команд. На Летней Универсиаде в Неаполе Кан Чхэ Ён вновь выиграла две золотые медали: в индивидуальных соревнованиях она лишь в перестрелке оказалась точнее соотечественницы Чхве Ми Сун, а в командном турнире, где сборная состояла из двух лучников, вместе с Чхве также стала чемпионкой.
По итогам Кубка мира 2019 года отобралась в первый для себя финал, который проходил в Москве; на тот момент Кан Чхэ Ён занимала первое место в рейтинге. Победив на этапах в Медельине и Шанхае, кореянка выиграла и московский финал. В финале она оказалась сильнее Тань Ятин из Тайбэя. Также в Москве кореянка в паре с Ким У Джином победили в смешанном парном разряде россиян.
На перенесённых на 2021 год Олимпийских играх в Токио стала олимпийской чемпионкой в команде вместе с Ан Сан и Янг Минхи. В личном турнире уступила россиянке Елене Осиповой в четвертфинале, которая затем дошла до финала и стала серебряным призёром Игр. Золото личного турнира завоевала Ан Сан, соотечественница Кан Чхэ Ён. На чемпионате мира в Янктоне завоевала золотую медаль в командном первенстве.

## Вне соревнований
Кан Чхэ Ён рассказала в интервью, что если бы не стала лучницей, то продолжала бы учиться и работать по гибкому графику. Из своих увлечений она отмечает кулинарию. На 2020 год проживает в Сеуле, учится и тренируется в университете Кёнхи.